# ギリシャ法第3037号
ギリシャ共和国の法律第3037号/2002は、全ギリシャ社会主義運動（PASOK）政権下において2002年7月に制定された、ギリシャ国内でのコンピュータゲームの利用及び持込みを禁止する法律。
同法の目的は違法賭博を規制することにあったが、家庭内で私的に遊ぶゲームや旅行者が持ち込んだ携帯機器なども禁止の対象となり、違反した場合は5000〜7万5000ユーロの罰金か1年以下の拘禁刑が科せられた。
第3037/2002号制定直後、客にオンラインチェスをプレイさせたとしてインターネットカフェのオーナー3人が摘発されたが、この事件の裁判でテサロニキ地方裁判所は同法が違憲であるという判断を下した。また、同法に対する国際的な非難が集中したことから、2002年9月に禁止する対象を利用者などに金銭的な利益が発生するものに適用範囲を限定する改正が行われたが、その後もインターネットカフェの摘発が行われ続けた。
2004年4月、EU・欧州委員会はギリシャに本法の廃止もしくは全面改正を要求したものの受け入れられなかったため、同年10月14日にギリシャ政府を欧州司法裁判所に提訴したところ、同年の総選挙で勝利し与党となった新民主主義党（ND）の政権下でこの法律は廃止された。